# Arcangeloscia meridionalis
Arcangeloscia meridionalis är en kräftdjursart som beskrevs av Stefano Taiti och Franco Ferrara 1987. Arcangeloscia meridionalis ingår i släktet Arcangeloscia och familjen Philosciidae. Inga underarter finns listade i Catalogue of Life.